# Любохна
Любохна́ (рос. Любохна) — селище міського типу, у Дятьковському району Брянської області, Росія.
Населення селища становить 5 354 особи (2006; 5 293 в 2002).

## Географія
Селище розташоване на річці Болва, лівій притоці річки Десна, басейн Дніпра, між містами Дятьково та Фокіно.

## Історія
Селище відоме з 1635 року, статус селища міського типу отримано в 1939 році.

## Економіка
В селищі працюють чавунний та асфальтний заводи.

## Люди
В селищі народився Головачов Олександр Олексійович — радянський воєначальник, двічі Герой Радянського Союзу.